# Margaret Belemu
Margaret Belemu, née le 24 février 1997 à Lusaka en Zambie, est une footballeuse internationale zambienne. Elle évolue au poste d'arrière droit à Hakkarigücü Spor. 

## Biographie

### En club
En septembre 2022, Margaret Belemu signe en Turquie en rejoignant le Hakkarigücü Spor.

### En sélection
Elle fait partie des 23 joueuses retenues pour disputer la Coupe d'Afrique des nations 2019 organisée au Ghana. Elle joue trois matchs lors de cette compétition.